# Chalandry
Chalandry es una comuna francesa, situada en el departamento de Aisne, de la región de Alta Francia.

## Demografía
| 248 | 240 | 233 | 230 | 225 | 222 | 208 | 247 |
| Para los censos de 1962 a 1999 la población legal corresponde a la población sin duplicidades (Fuente: INSEE [Consultar]) |     |     |     |     |     |     |     |